# 舊金山港
舊金山港（英語：Port of San Francisco）是一個位於美國加利福尼亞州舊金山灣西岸的一個半獨立組織，負責管理美國加利福尼亞州舊金山的港口設施。該港口由一個五人委員會管理，委員由市長任命並經舊金山參事委員會批准。舊金山港負責管理從金門大橋錨地開始，沿著海港區，一直延伸到舊金山的北部和東部海岸，包括漁人碼頭和內河碼頭，向南延伸至坎德爾斯蒂克角以外的城市邊界的廣大海濱區域。1968年，加利福尼亞州通過加利福尼亞州土地委員會將州運營的舊金山港務局（成立於1957年）的舊金山海港濱水區的管理責任轉移給舊金山市和舊金山縣/舊金山海港委員會，這一轉移是通過伯頓法案AB2649實現的。所有符合條件的州港務局員工都可以選擇成為舊金山市和舊金山縣的員工，以保持舊金山港口的持續運營。
舊金山港的歷史開始於19世紀的中期，之後快速發展。1906年舊金山發生地震和大火之後，舊金山港進入一個新的發展時期。1920年代之後，由於洛杉磯成為美國西海岸最大城市，舊金山港退居洛杉磯港的輔助港。1960年代之後，由於舊金山港缺乏土地修建貨櫃碼頭，舊金山港的貨運作用進一步下降。現在舊金山港主要是一座散貨裝卸港和客運港。
舊金山港位於舊金山灣的西緣，靠近金門大橋。它被譽為「世界三大天然良港」之一，但西班牙和英國的航海家花了兩個多世紀才找到這個最初稱為「耶爾巴布埃納」的錨地：據說，在這個港口，世界上的所有艦隊都可以找到錨地。
該委員會管轄的港口區域包括從北部的海德街到東南部的印度盆地，約八英里的海濱土地、商業房地產和海事碼頭。受港口控制的地標包括漁人碼頭、39號碼頭、渡輪大樓、甲骨文球場（舊名AT&T球場、SBC球場及太平洋貝爾球場），位於中國盆地旁邊，以及波特雷羅角的70號碼頭。沿著濱海區，道路邊緣有巨大的覆蓋碼頭伸入舊金山灣的很大一部分水域。2015年，市政府通過舊金山港啟動了舊金山海牆地震安全和災害預防計劃（海牆計劃）。

## 外部連結
- Port Commission website
- Port history
- San Francisco Maritime Historical Park NPS （页面存档备份，存于）

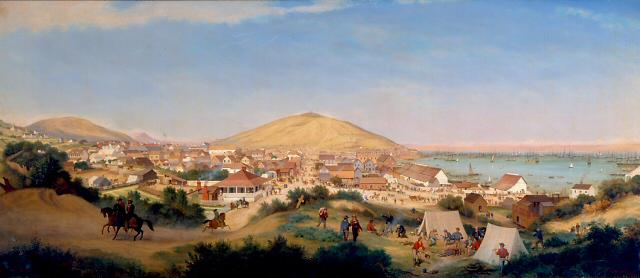
1849年的舊金山港

- Interview with Peter Dailey, Maritime Director, Port of San Francisco
- The entrance of San Francisco harbour （页面存档备份，存于） at Bancroft Library（英语：Bancroft Library）